# 扬国公主 (宋哲宗)
扬國公主（?—1099年），本名不詳，宋哲宗第四個女兒，昭懷皇后所生，公主“有美姿，性聪慧”。
扬國公主在其父宋哲宗在位时被封为懿宁公主。公主患有先天脑积水，天生就不能行动，但能说话，還很聪慧。元符二年（1099年）九月二十九日暴薨，年仅三岁。父亲宋哲宗辍朝三日，追封她为魏国公主。
叔父宋徽宗即位后，于元符三年（1100年）三月，追封侄女为扬國公主。後改公主為帝姬，再改封純美帝姬。